# Довгохвоста сибія
Довгохвоста си́бія (Heterophasia) — рід горобцеподібних птахів родини Leiothrichidae. Представники цього роду мешкають в Гімалаях і Південно-Східній Азії.

## Види
Виділяють сім видів:
- Джоя руда (Heterophasia capistrata)
- Джоя сіра (Heterophasia gracilis)
- Джоя білочерева (Heterophasia melanoleuca)
- Джоя чорноголова (Heterophasia desgodinsi)
- Джоя тайванська (Heterophasia auricularis)
- Джоя сиза (Heterophasia pulchella)
- Сибія довгохвоста (Heterophasia picaoides)

## Етимологія
Наукова назва роду Heterophasia походить від сполучення слів дав.-гр. ἑτερος — інший, відмінний і φασις — вид.